# Tour de Yorkshire
Die Tour de Yorkshire ist ein Straßenradrennen im Vereinigten Königreich, das 2015 erstmals ausgetragen wurde.
Organisiert wird das Etappenrennen von der Amaury Sport Organisation (ASO), die auch die Tour de France und weitere Radrennen veranstaltet. Das Rennen hat die UCI-Kategorie 2.1.
Die erste Austragung erfolgte vom 1. bis 3. Mai 2015. Die Rundfahrt führte durch die Grafschaft Yorkshire von Bridlington über Leeds, Scarborough, Selby und Wakefield nach York. Das Rennen wurde von einem Jedermannrennen begleitet. Erster Gesamtsieger war der Norweger Lars Petter Nordhaug.

## Palmarès
| Jahr | Sieger               | Zweiter           | Dritter         |          |
| ---- | -------------------- | ----------------- | --------------- | -------- |
| 2015 | Lars Petter Nordhaug | Samuel Sánchez    | Thomas Voeckler |          |
| 2016 | Thomas Voeckler      | Nicolas Roche     | Anthony Turgis  |          |
| 2017 | Serge Pauwels        | Omar Fraile       | Jonathan Hivert |          |
| 2018 | Greg Van Avermaet    | Eduard Prades     | Serge Pauwels   |          |
| 2019 | Chris Lawless        | Greg Van Avermaet | Eddie Dunbar    |          |
| 2020 | abgesagt             | abgesagt          | abgesagt        | abgesagt |
| 2021 | abgesagt             | abgesagt          | abgesagt        | abgesagt |

## The Women’s Tour de Yorkshire Race
Bei den ersten beiden Austragungen handelte es sich um ein Eintagesrennen, anschließend bestand das Rennen aus zwei Etappen.
- 2020 wegen Corona-Pandemie abgesagt
- 2019  Marianne Vos
- 2018  Megan Guarnier
- 2017  Lizzie Deignan
- 2016  Kirsten Wild